# 2022年至2023年中國花樣滑冰賽季
2022/23中國花樣滑冰賽季由2022年7月26日開始，2023年4月13日結束。在這個比賽賽季，選手將參加由中國花樣滑冰協會舉辦的賽事，並獲取積分參加賽季末舉行的冠軍賽。受到新冠肺炎疫情影響，多個比賽改為線上進行，或被取消；而2022年中国花样滑冰锦标赛則成為這個賽季第一個大型線下進行的國內比賽。

## 全國性賽事
| 選拔賽 | 俱樂部聯賽 | 全國錦標賽 | 邀請類型賽事 |

| 舉辦日期              | 比賽                                                  | 級別                       | 舉辦地       | 资料来源 |
| --------------------- | ----------------------------------------------------- | -------------------------- | ------------ | -------- |
| 2022年7月26日         | 2022/23年度世界花樣滑冰青年大獎賽中國參賽運動員選拔賽 | 青年組                     | 線上         | [ 1 ]    |
| 2022年8月28日-8月29日 | 2022/23年度中國花樣滑冰俱樂部聯賽第一站               | 成年組、青年組、少年高齡組 | 線上         | [ 2 ]    |
| 2022年8月31日-9月1日  | 2022/23年度中國花樣滑冰俱樂部聯賽第二站               | 成年組、青年組、少年高齡組 | 線上         | [ 3 ]    |
| 2022年9月2日-9月3日   | 2022/23年度中國花樣滑冰俱樂部聯賽第三站               | 成年組、青年組、少年高齡組 | 線上         | [ 4 ]    |
| 2023年9月19日         | 2022/2023赛季全国花样滑冰队列滑大奖赛                 | 團體賽                     | 線上         | [ 5 ]    |
| 2022年11月3日-6日     | 2022/23年度中國花樣滑冰俱樂部聯賽總決賽               | 成年組、青年組、少年高齡組 | 線上         | [ 6 ]    |
| 2022年12月22日-23日   | 2022/23年度中國花樣滑冰少年錦標賽                     | 少年組                     | 線上         | [ 7 ]    |
| 2022年12月23日-24日   | 2022/23年度中國花樣滑冰青年錦標賽                     | 青年組                     | 線上         | [ 8 ]    |
| 2023年1月11日-13日    | 2022/23年度中国花样滑冰锦标赛                         | 成年組                     | 河北省承德市 | [ 9 ]    |
| 2023年4月12日-13日    | 2022/23年度中国花样滑冰冠军賽                         | 成年組                     | 山東省青島市 | [ 10 ]   |

### 被取消賽事
| 舉辦日期 | 比賽                          | 級別           | 取消原因             | 资料来源 |
| -------- | ----------------------------- | -------------- | -------------------- | -------- |
| 2022年   | 2022/23年度中国花样滑冰大奖赛 | 成年組、青年組 | 受到新冠肺炎疫情影響 | [ 11 ]   |

## 省、市、自治區、特別行政區賽事
| 省運會 | 省、市、自治區錦標賽 | 特別行政區錦標賽 |

| 舉辦日期                     | 比賽                                         | 級別                   | 舉辦地                                         | 资料来源 |
| ---------------------------- | -------------------------------------------- | ---------------------- | ---------------------------------------------- | -------- |
| 2022年8月18日                | 广东省第十六届运动会竞技体育组花样滑冰比赛   | 成年組、青年組         | 廣東省深圳市                                   | [ 12 ]   |
| 2022年9月16日                | 吉林省第十九届运动会青少年组花样滑冰比赛     | 青年組                 | 吉林省長春市                                   | [ 13 ]   |
| 2022年12月30日—2023年2月20日 | 新疆维吾尔自治区第一届冬季运动会花样滑冰比赛 | 成年组、青年組         | 新疆维吾尔自治区阿勒泰地区（实为乌鲁木齐举行） | [ 14 ]   |
| 2023年3月                    | 2022-2023黑龙江省花样滑冰锦标赛              | 成年組、青年組         | 黑龙江省哈尔滨市                               |          |
| 2023年5月30-31日（代定）     | 2023年香港花樣滑冰錦標賽                     | 成年組、青年組、少年組 | 香港特別行政區又一城冰場                       |          |

## 成年組主要賽事獎牌得主

### 男子單人滑
| 比賽                      | 金牌                          | 銀牌                                | 銅牌                                | 資料來源 |
| 2022/23年度俱樂部聯賽決賽 | 陳昱東 北京市冬季運動管理中心 | 韓文寶 山西省冰雪運動中心           | 田桐赫 吉林省體育局冰上運動管理中心 | [ 15 ]   |
| 2022/23年度全國錦標賽     | 陳昱東 北京市冬季運動管理中心 | 韓文寶 山西省冰雪運動中心           | 戴大衛 廣東省體育局                 | [ 16 ]   |
| 2022/23年度冠军賽         | 戴大衛 廣東省體育局           | 姜智敖 吉林省體育局冰上運動管理中心 | 田桐赫 吉林省體育局冰上運動管理中心 | [ 17 ]   |
| 2022/23年度香港錦標賽     | 袁立勤 愉景灣溜冰場           | 黃霨中 愉景灣溜冰場                 | 梁冠鴻 又一城冰場                   |          |

### 女子單人滑
| 比賽                      | 金牌                          | 銀牌                                  | 銅牌                                | 資料來源 |
| 2022/23年度俱樂部聯賽決賽 | 高诗棋 北京市冬季運動管理中心 | 金书贤 北京世紀星滑冰俱樂部（九華店） | 王芓乔 香港滑冰聯盟                 | [ 15 ]   |
| 2022/23年度全國錦標賽     | 安香怡 北京市冬季運動管理中心 | 李若塘 北京浩泰冰尚體育發展有限公司   | 佟瑞宸 北京浩泰冰尚體育發展有限公司 | [ 18 ]   |
| 2022/23年度冠军賽         | 李若塘 北京市冬季運動管理中心 | 王一涵 北京市冬季運動管理中心         | 佟瑞宸 北京市冬季運動管理中心       | [ 19 ]   |
| 2022/23年度香港錦標賽     | 蘇怡 中國香港滑冰聯盟         | 余愷迪 又一城冰場                     | Chan Sin Ying Janice 又一城冰場     |          |

### 雙人滑
| 比賽                      | 金牌                               | 銀牌                                     | 銅牌                                     | 資料來源 |
| 2022/23年度俱樂部聯賽決賽 | 張思陽/楊泳超 黑龍江省冰上訓練中心 | 張嘉軒/黃一航 齊齊哈爾市冬季運動訓練中心 | 王慧蒂/賈梓麒 黑龍江省冰上訓練中心       | [ 15 ]   |
| 2022/23年度全國錦標賽     | 張思陽/楊泳超 黑龍江省冰上訓練中心 | 王慧蒂/賈梓麒 黑龍江省冰上訓練中心       | 張嘉軒/黃一航 齊齊哈爾市冬季運動訓練中心 | [ 20 ]   |
| 2022/23年度冠军賽         | 張思陽/楊泳超 黑龍江省冰上訓練中心 | 張嘉軒/黃一航 齊齊哈爾市冬季運動訓練中心 | 趙婉彤/劉宇航 黑龍江省冰上訓練中心       | [ 21 ]   |

### 冰舞
| 比賽                      | 金牌                                   | 銀牌                                       | 銅牌                                     | 資料來源 |
| 2022/23年度俱樂部聯賽決賽 | 陳溪梓/邢珈寧 哈爾濱市冬季運動管理中心 | 李宣潼/王新康 哈爾濱市冬季運動管理中心     | 張美紅/孟勃霖 哈爾濱市冬季運動管理中心   | [ 15 ]   |
| 2022/23年度全國錦標賽     | 陳溪梓/邢珈寧 哈爾濱市冬季運動管理中心 | 李宣潼/王新康 哈爾濱市冬季運動管理中心     | 張美紅/孟勃霖 哈爾濱市冬季運動管理中心   | [ 22 ]   |
| 2022/23年度冠军賽         | 陳溪梓/邢珈寧 哈爾濱市冬季運動管理中心 | 林宇飛/高子健 吉林省體育局冰上運動管理中心 | 曹路唱/陳建旭 齊齊哈爾市冬季運動項目中心 | [ 23 ]   |

## 青年組主要賽事獎牌得主

### 男子單人滑
| 比賽                      | 金牌                          | 銀牌                      | 銅牌                                | 資料來源 |
| 2022/23年度俱樂部聯賽決賽 | 陳昱東 北京市冬季運動管理中心 | 韓文寶 山西省冰雪運動中心 | 田桐赫 吉林省體育局冰上運動管理中心 | [ 15 ]   |
| 2022/23年度青年錦標賽     | 陳昱東 北京市冬季運動管理中心 | 韓文寶 山西省冰雪運動中心 | 姜智敖 吉林省體育局冰上運動管理中心 | [ 24 ]   |

### 女子單人滑
| 比賽                      | 金牌                          | 銀牌                          | 銅牌                | 資料來源 |
| 2022/23年度俱樂部聯賽決賽 | 許琬笛 北京市冬季運動管理中心 | 王芓乔 香港滑冰聯盟           | 程佳盈 廣東省體育局 | [ 15 ]   |
| 2022/23年度青年錦標賽     | 王芓乔 香港滑冰聯盟           | 許琬笛 北京市冬季運動管理中心 | 程佳盈 廣東省體育局 | [ 24 ]   |

### 雙人滑
| 比賽                      | 金牌                                   | 銀牌 | 銅牌 | 資料來源 |
| 2022/23年度俱樂部聯賽決賽 | 楊易溪/鄧舜陽 廣西射擊射箭運動發展中心 | -    | -    | [ 15 ]   |
| 2022/23年度青年錦標賽     | 楊易溪/鄧舜陽 廣西射擊射箭運動發展中心 | -    | -    | [ 24 ]   |

### 冰舞
| 比賽                      | 金牌                                       | 銀牌                                       | 銅牌                             | 資料來源 |
| 2022/23年度俱樂部聯賽決賽 | 李宣潼/王新康 哈爾濱市冬季運動管理中心     | 林宇飛/高子健 吉林省體育局冰上運動管理中心 | 殷善潔/楊士銳 西安奧佳滑冰俱樂部 | [ 15 ]   |
| 2022/23年度青年錦標賽     | 林宇飛/高子健 吉林省體育局冰上運動管理中心 | 李宣潼/王新康 哈爾濱市冬季運動管理中心     | 殷善潔/楊士銳 西安奧佳滑冰俱樂部 | [ 24 ]   |

## 資料來源
1. ↑  . 微博. 中国杯世界花样滑冰大奖赛.   [2023-04-14]. （原始内容存档于2023-04-14）.
2. ↑  . 微博. i花滑.   [2023-04-14]. （原始内容存档于2023-04-18）.
3. ↑  . 微博. i花滑.   [2023-04-14]. （原始内容存档于2023-04-14）.
4. ↑  . 微博. i花滑.   [2023-04-14]. （原始内容存档于2023-04-14）.
5. ↑  . 微博. i花滑.   [2023-04-14]. （原始内容存档于2023-04-18）.
6. ↑  . 微博. i花滑.   [2023-04-14]. （原始内容存档于2023-04-19）.
7. ↑  . 微博. i花滑.   [2023-04-14]. （原始内容存档于2023-04-14）.
8. ↑  . 微博. i花滑.   [2023-04-14]. （原始内容存档于2023-04-14）.
9. ↑  . 微博. i花滑.   [2023-04-14]. （原始内容存档于2023-01-10）.
10. ↑  . 微博. i花滑.   [2023-04-14]. （原始内容存档于2023-04-19）.
11. ↑  . 微博. i花滑.   [2023-04-14]. （原始内容存档于2023-04-19）.
12. ↑  . 中國新聞網. 2022-08-18  [2023-04-14]. （原始内容存档于2023-04-14）.
13. ↑  . 微博. 吉林交通廣播.   [2023-04-14]. （原始内容存档于2023-04-14）.
14. ↑  . 大公报. 2022-12-15  [2023-04-14]. （原始内容存档于2023-04-14）.
15. 1 2 3 4 5 6 7 8  . 微博. i花滑.   [2023-04-14]. （原始内容存档于2023-04-18）.
16. ↑  . 微博. i花滑.   [2023-01-12]. （原始内容存档于2023-01-12）.
17. ↑  . 微博. i花滑.   [2023-04-13]. （原始内容存档于2023-04-13）.
18. ↑  . 微博. i花滑.   [2023-01-13]. （原始内容存档于2023-01-13）.
19. ↑  . 微博. i花滑.   [2023-04-13]. （原始内容存档于2023-04-13）.
20. ↑  . 微博. i花滑.   [2023-01-13]. （原始内容存档于2023-01-13）.
21. ↑  . 微博. i花滑.   [2023-04-13]. （原始内容存档于2023-04-13）.
22. ↑  . 微博. i花滑.   [2023-01-13]. （原始内容存档于2023-01-13）.
23. ↑  . 微博. i花滑.   [2023-04-13]. （原始内容存档于2023-04-13）.
24. 1 2 3 4  . 微博. i花滑.   [2023-04-14]. （原始内容存档于2022-12-29）.